# Glutationilspermidina
La glutationilspermidina è una poliammina. Viene biosintetizzata in una reazione catalizzata dall'enzima glutationilspermidina sintasi ed è il substrato dell'enzima glutationilspermidina amidasi.